# Geocoris beameri
Geocoris beameri är en insektsart som beskrevs av Barber 1935. Geocoris beameri ingår i släktet Geocoris och familjen Geocoridae. Inga underarter finns listade i Catalogue of Life.